# Оклопна кола Гарфорд-Путилов
Оклопна кола Гарфорд-Путилов била су руски оклопни аутомобил из Првог светског рата.

## Историја
Неколико десетина ових возила произведено је 1914-1918. у Русији: радило се о америчком камиону Гарфорд од 5 тона, оклопљеном у Путиловском заводу у Петрограду и наоружаном топом од 76 mm. У Првом светском рату ова возила била су огранизована у водове (са по 2 оклопна аутомобила Остин и једним Гарфорд-Путилов-ом за ватрену подршку), а од 1916. у батаљоне оклопних аутомобила (са по 2-5 водова) у саставу сваке армије. 5 ових оклопних камиона је заробљено од Немаца, и коришћени су током револуције 1919. Током грађанског рата у Русији коришћени су на обе стране - више на страни бољшевика као самоходно против-тенковско оруђе, док су у Пољско-совјетском рату 3 заробљена од стране Пољака. У СССР возила су остала у служби све до 1931.